# Décio Pignatari
Décio Pignatari (Jundiaí, Brasil, 20 de agosto de 1927 - São Paulo, 2 de diciembre de 2012) fue un poeta, ensayista y traductor brasileño.
Desde los años 50 realizó experiencias con el lenguaje poético, incorporando recursos visuales y palabras fragmentadas. Tales aventuras culminaron en lo que se conoció como concretismo, movimiento estético que fundó junto con los hermanos Augusto y Haroldo de Campos, con quienes editó las revistas Noigandres e Invenção y publicó Teoría de Poesía Concreta (1965).
Como teórico de la comunicación, tradujo obras de Marshall McLuhan y publicó el ensayo Informação, Linguagem e Comunicação (1968). Su obra poética está reunida en Poesia Pois é Poesia (1977).
Pignatari publicó traducciones al portugués de obras de Dante Alighieri, Goethe y Shakespeare, entre otros, reunidas en Retrato do Amor quando Jovem (1990) y 231 poemas. Publicó también el volumen de cuentos O Rosto da Memória (1988) y Panteros (1992), además de una obra para teatro, Céu de Lona.